# Const

const는 C, C++를 포함한 일부 프로그래밍 언어에서 변수의 값이 바뀌는 것을 방지하기 위한 한정사이다. 즉, 이 한정사가 붙은 변수는 상수로 취급된다. C, C++ 외에 D, 자바스크립트, 줄리아, 러스트 등에서 지원한다.

## 역사
const는 1981년 C++의 전신인 C with Classes의 비야네 스트롭스트룹이 선보였으며 원래는 readonly로 불렀다.